# حزقيال كارلوس فاليجو
حزقيال كارلوس فاليجو (بالإسبانية: Juan Carlos Vallejo)‏ هو سباح إسباني، ولد في 27 مايو 1963.

## روابط خارجية
- حزقيال كارلوس فاليجو على موقع الاتحاد الدولي للسباحة (الإنجليزية)
- حزقيال كارلوس فاليجو على موقع أوليمبيديا (الإنجليزية)